# Copa Perú 2021
La Copa Perú Excepcional 2021 fue la edición número 48 de la Copa Perú. La organización, control y desarrollo del torneo estuvo a cargo de la Comisión Nacional de Fútbol Aficionado del Perú (Conafa), bajo supervisión de la Federación Peruana de Fútbol (FPF). Debido a la pandemia de covid-19, el torneo del año 2021 fue una edición especial, que comenzó desde la etapa regional en el mes de octubre, y que brindó un ascenso para la temporada 2022 de la Liga 1 (al campeón) y uno a la Liga 2 (subcampeón).

## Sistema de competición
El torneo consta de cinco fases: las etapas regional, interregional y nacional.
- Fase 1 - Eliminatoria departamental: constará de enfrentamientos directos ida y vuelta entre equipos de un mismo departamento, los equipos elegibles pertenecen a los departamentos de: Amazonas, Lambayeque, Piura, Tumbes, San Martín, La Libertad, Áncash, Cajamarca, Loreto, Ucayali, Lima, Callao, Huánuco, Junín, Pasco, Huancavelica, Ica, Ayacucho, Arequipa, Moquegua, Tacna, Apurímac, Cusco, Madre de Dios y Puno.[3] Cabe resaltar que hay departamentos en los cuales hubo un solo equipo representante, los cuales clasificaron automáticamente a Fase 2, mientras que hay otros departamentos que no tuvieron ningún representante, quedándose sus cupos desiertos.
- Fase 2 - Primera ronda regional: comprende encuentros a partido único a disputarse en sede neutral entre los ganadores de cada llave de la fase previa y además se suman equipos que clasificaron automáticamente a esta Fase, en total participan 26 equipos en la Fase 2.
- Fase 3 - Segunda ronda regional: comprende encuentros a partido único a disputarse en sede neutral entre los ganadores de la Fase 2 además del equipo mejor perdedor de dicha fase, en total participan 14 equipos en la Fase 3.
- Fase 4 - Liguilla: la disputan los ganadores de las llaves de la Fase 3 y el equipo mejor perdedor de dicha fase, en total participan ocho equipos en la Fase 4. Aquí jugarán todos contra todos solo encuentros de ida, es decir siete fechas con sede en Lima, los equipos ubicados en las posiciones 1.° al 5.° avanzan a la siguiente fase, mientras que del 6.° al 8.° serán tomados en cuenta para la Liga Departamental 2022.
- Fase 5 - Ronda final: se compone de play-offs a partido único, el 1.° lugar de la Fase 4 clasifica directamente a la Final, del 2.° al 5.° de la Fase 4 juegan desde una Ronda preliminar hasta la Final, los enfrentamientos son 2.° vs. 5.° y 3.° vs. 4.°; el ganador del partido final será declarado campeón y logrará el ascenso a la Liga 1 2022, para el subcampeón el premio será el ascenso a la Liga 2 2022.

## Formato de clasificación a la Etapa Regional
Los distintos equipos se postularán, luego serán calificados y evaluados por sus ligas departamentales, eligiendo un máximo de dos equipos por departamento. Los puntajes que se otorguen estarán basados en los siguientes criterios:
Años de trayectoria acreditado en primera división distrital
| Criterio analizado               | Puntaje otorgado |
| Últimos 5 años sin interrupción. | 10               |
| Últimos 4 años sin interrupción. | 8                |
| Últimos 3 años sin interrupción. | 6                |
| Últimos 2 años sin interrupción. | 4                |
| Participación en el Torneo 2019. | 2                |
| -------------------------------- | ---------------- |

Méritos deportivos obtenidos en Copa Perú
| Criterio analizado                 | Puntaje otorgado |
| Campeón Nacional.                  | 10               |
| Subcampeón Nacional.               | 8                |
| Campeón de Etapa Departamental.    | 6                |
| Subcampeón de Etapa Departamental. | 4                |
| Clasificado a Etapa Departamental. | 2                |
| ---------------------------------- | ---------------- |

Instalaciones para competencia y entrenamiento
| Criterio analizado                                                      | Puntaje otorgado |
| Cuenta con campo para entrenamientos y estadio propio.                  | 10               |
| Cuenta con campo para entrenamientos y estadio por convenio (alquiler). | 8                |
| Solo cuenta con campo para entrenamientos propio.                       | 6                |
| Solo cuenta con campo para entrenamientos por convenio (alquiler).      | 4                |
| ----------------------------------------------------------------------- | ---------------- |

Participación en la Liga 1 y Liga 2 (Profesional)
| Criterio analizado           | Puntaje otorgado |
| Participación 4 años Liga 1. | 10               |
| Participación 3 años Liga 1. | 8                |
| Participación 2 años Liga 1. | 6                |
| Participación 3 años Liga 2. | 4                |
| Participación 2 años Liga 2. | 2                |
| ---------------------------- | ---------------- |

## Equipos participantes
En la siguiente lista se muestra a los equipos calificados de cada departamento. 
| Departamento  | Club                               | Distrito                | Entrenador          | Estadio                      |
| ------------- | ---------------------------------- | ----------------------- | ------------------- | ---------------------------- |
| Amazonas      | Declarado desierto                 | Declarado desierto      | Declarado desierto  | Declarado desierto           |
| Áncash        | Unión Juventud                     | Chimbote                | Barnaby Llosa       | Manuel Rivera Sánchez        |
| Apurímac      | Miguel Grau de Deportes            | Abancay                 | Darcy Serrano       | Monumental de Condebamba     |
| Apurímac      | Andahuaylas Fútbol Club            | Talavera de la Reyna    | Percy Orozco        | Los Chankas                  |
| Arequipa      | Nacional Foot Ball Club            | Mollendo                | Nikol Prado         | Municipal de Mollendo        |
| Arequipa      | Futuro Majes                       | Majes                   | Walter Zeballos     | Almirante Miguel Grau        |
| Ayacucho      | Declarado desierto                 | Declarado desierto      | Declarado desierto  | Declarado desierto           |
| Cajamarca     | Las Palmas                         | Chota                   | Raymundo Paz        | Ramón Castilla               |
| Cajamarca     | Deportivo Coremarca                | Bambamarca              | Mateo Espinoza      | Cristo el Señor              |
| Callao        | Estrella Azul                      | Ventanilla              | Willy Laya          | Facundo Ramírez Aguilar      |
| Callao        | Atlético Chalaco                   | Callao                  | Omar Zegarra        | Telmo Carbajo                |
| Cusco         | Deportivo Garcilaso                | Cusco                   | Duilio Cisneros     | Inca Garcilaso de la Vega    |
| Huancavelica  | Deportivo UNH                      | Ascensión               | José Pari           | IPD de Huancavelica          |
| Huancavelica  | Unión Deportivo Ascensión          | Ascensión               | Luis Revilla        | IPD de Huancavelica          |
| Huánuco       | Miguel Grau UDH                    | Huánuco                 | César Chacón        | Heraclio Tapia               |
| Huánuco       | Deportivo Verdecocha               | La Unión (Dos de Mayo)  | Roberto Tristán     | Olímpico de La Unión         |
| Ica           | Octavio Espinosa                   | Ica                     | Gerardo Calero      | José Picasso Peratta         |
| Ica           | Unión San Martín                   | Pisco                   | Lizandro Barbarán   | Inkari La Villa              |
| Junín         | Asociación Deportiva Tarma         | Tarma                   | Juan Carlos Bazalar | Unión Tarma                  |
| La Libertad   | Racing Club                        | Huamachuco              | Luis Cordero        | Municipal de Huamachuco      |
| La Libertad   | Real Sociedad Chugay               | Chugay                  | Guillermo Esteves   | Chugay                       |
| Lambayeque    | Los Caimanes                       | Puerto Eten             | Marcial Salazar     | César Flores Marigorda       |
| Lambayeque    | Estudiantes de Túcume              | Túcume                  | Brayan Burgos       | César Flores Marigorda       |
| Lima          | Maristas Huacho                    | Huacho                  | Roberto Holsen      | Segundo Aranda Torres        |
| Lima          | Defensor Laure Sur                 | Chancay                 | Edson Ojeda         | Rómulo Shaw Cisneros         |
| Lima          | Deportivo Independiente Miraflores | Miraflores              | John Alcántara      | El Ermitaño                  |
| Lima          | Ángeles Negros                     | Santa Rosa de Quives    | Marcial Rojas       | Daniel Hernani Tovar         |
| Loreto        | Nihue Rao                          | Iquitos                 | Romulo Melendez     | Max Augustín                 |
| Madre de Dios | Athletico Maldonado                | Tambopata               | Yoel Vargas         | IPD de Puerto Maldonado      |
| Moquegua      | Credicoop San Cristóbal            | Samegua                 | Luis Flores         | 25 de Noviembre              |
| Pasco         | Declarado desierto                 | Declarado desierto      | Declarado desierto  | Declarado desierto           |
| Piura         | Unión Deportivo Parachique         | Sechura                 | Javier Atoche       | Sesquicentenario             |
| Piura         | Juventud Cautivo                   | San Miguel de El Faique | Sergio Valladolid   | Miguel García Estévez        |
| Puno          | Alfonso Ugarte                     | Puno                    | Erick Torres        | Enrique Torres Belón         |
| Puno          | Credicoop San Román                | Juliaca                 | Eder Méndez         | Guillermo Briceño Rosamedina |
| San Martín    | Declarado desierto                 | Declarado desierto      | Declarado desierto  | Declarado desierto           |
| Tacna         | Declarado desierto                 | Declarado desierto      | Declarado desierto  | Declarado desierto           |
| Tumbes        | Renovación Pacífico                | Tumbes                  | Rolando Masías      | Mariscal Cáceres             |
| Ucayali       | Colegio Comercio N.° 64            | Callería                | Luis Ruiz           | Aliardo Soria Pérez          |
| Ucayali       | Estudiantes de Economía            | Manantay                | Armando Picón       | Aliardo Soria Pérez          |

## Fase 1 - Eliminatoria Departamental
Para un mejor detalle véase: Fase 1.
Enfrentamientos en play-offs ida y vuelta entre equipos de la misma región.
| Fechas           | Región       | Estadio                           | Local en la ida           | Global       | Local en la vuelta      | Ida | Vuelta     |
| ---------------- | ------------ | --------------------------------- | ------------------------- | ------------ | ----------------------- | --- | ---------- |
| 3 y 6 de octubre | Apurímac     | Condebamba/Los Chankas            | Miguel Grau de Deportes   | 2:6          | Andahuaylas             | 2:2 | 0:4        |
| 3 y 6 de octubre | Arequipa     | Mollendo/Melgar                   | Nacional FBC              | 2:4          | Futuro Majes            | 1:1 | 1:3        |
| 3 y 6 de octubre | Cajamarca    | Ramón Castilla/Cristo el Señor    | Las Palmas                | 3:0          | Deportivo Coremarca     | 2:0 | 1:0        |
| 3 y 6 de octubre | Callao       | Miguel Grau/Facundo Ramírez       | Atlético Chalaco          | 0:2          | Estrella Azul           | 0:1 | 0:1        |
| 3 y 6 de octubre | Huancavelica | IPD de Huancavelica               | Deportivo UNH             | 2:5          | UDA                     | 1:1 | 1:4        |
| 3 y 6 de octubre | Huánuco      | Heraclio Tapia                    | Miguel Grau UDH           | 1:1 (2:4 p.) | Deportivo Verdecocha    | 0:1 | 1:0        |
| 3 y 6 de octubre | Ica          | Picasso Peratta/Teobaldo Pinillos | Octavio Espinosa          | 0:1          | Unión San Martín        | 0:0 | 0:1        |
| 3 y 6 de octubre | La Libertad  | Municipal de Casa Grande          | (v.) Real Sociedad Chugay | 1:1          | Racing Club             | 0:0 | 1:1        |
| 3 y 6 de octubre | Lambayeque   | César Flores Marigorda            | Los Caimanes              | 3:2          | Estudiantes de Túcume   | 2:2 | 1:0        |
| 3 y 6 de octubre | Lima         | El Ermitaño/Aranda Torres         | DIM                       | 3:4          | Maristas Huacho         | 1:2 | 2:2        |
| 3 y 6 de octubre | Lima         | Daniel Hernani/Shaw Cisneros      | Ángeles Negros            | 5:0          | Defensor Laure Sur      | 2:0 | 3:0 (w.o.) |
| 3 y 6 de octubre | Piura        | Municipal Wilberto Herrera Carlin | Juventud Cautivo          | 1:4          | UD Parachique           | 0:1 | 1:3        |
| 3 y 6 de octubre | Puno         | Guillermo Briceño/Torres Belón    | Credicoop San Román       | 1:5          | Alfonso Ugarte          | 1:1 | 0:4        |
| 3 y 6 de octubre | Ucayali      | Aliardo Soria                     | Colegio Comercio N.° 64   | 7:2          | Estudiantes de Economía | 1:0 | 6:2        |

## Fase 2 - Primera ronda regional
Para un mejor detalle véase: Fase 2.
Encuentros a partido único a disputarse en sede neutral entre los ganadores de cada llave de la Fase 1 y los equipos que pasaron automáticamente a Fase 2.
| Llave | Fecha         | Región     | Ciudad        | Estadio                           | Equipo 1                | Resultado    | Equipo 2                |
| ----- | ------------- | ---------- | ------------- | --------------------------------- | ----------------------- | ------------ | ----------------------- |
| 1     | 10 de octubre | Piura      | Negritos      | Municipal Wilberto Herrera Carlin | Renovación Pacífico     | 3:5          | Los Caimanes            |
| 2     | 10 de octubre | Áncash     | Casma         | Valeriano López                   | Real Sociedad Chugay    | 0:0 (2:4 p.) | Estrella Azul           |
| 3     | Suspendido    | Cajamarca  | Jaén          | Víctor Montoya Segura             | Desierto                | :            | Desierto                |
| 4     | 10 de octubre | Lambayeque | Lambayeque    | César Flores Marigorda            | UD Parachique           | 2:0          | Las Palmas              |
| 5     | Suspendido    | Huánuco    | Huánuco       | Heraclio Tapia                    | Desierto                | :            | Colegio Comercio N.° 64 |
| 6     | 10 de octubre | Lima       | Comas         | Daniel Hernani Tovar              | ADT                     | 3:0 (w.o.)   | Unión Juventud          |
| 7     | 10 de octubre | Junín      | Chupaca       | Elías Patiño                      | UDA                     | 2:1          | Deportivo Verdecocha    |
| 8     | Suspendido    | Arequipa   | Arequipa      | Melgar                            | Credicoop San Cristóbal | :            | Desierto                |
| 9     | 10 de octubre | Cusco      | Cusco         | Inca Garcilaso de la Vega         | Andahuaylas             | 3:4          | Futuro Majes            |
| 10    | 10 de octubre | Cusco      | Cusco         | Inca Garcilaso de la Vega         | Alfonso Ugarte          | 8:0          | Athletico Maldonado     |
| 11    | 10 de octubre | Lima       | Chancay       | Rómulo Shaw Cisneros              | Maristas Huacho         | 1:1 (4:2 p.) | Ángeles Negros          |
| 12    | Suspendido    | Apurímac   | Andahuaylas   | Los Chankas                       | Deportivo Garcilaso     | :            | Desierto                |
| 13    | 10 de octubre | Lima       | Independencia | El Ermitaño                       | Nihue Rao               | 1:1 (6:5 p.) | Unión San Martín        |

- Nota 1: Colegio Comercio N° 64, Credicoop San Cristóbal y Deportivo Garcilaso pasaron automáticamente a Fase 3 debido a que debían enfrentar al representante de Pasco, Tacna y Ayacucho, respectivamente, sin embargo ninguno de estos tres departamentos tuvo representante alguno.
- Nota 2: Al quedar desierta la llave 3 (por la ausencia de representantes de Amazonas y San Martín), el ganador de la llave 4, correspondiente al duelo entre UD Parachique y Las Palmas, clasificará automáticamente a la Fase 4.
- Nota 3: En la llave 6, Unión Juventud venció en penales por 6 a 5 a ADT tras empatar 0 a 0 en el tiempo reglamentario, sin embargo, ADT presentó un reclamo por la mala inscripción de un jugador del Unión Juventud y mediante la resolución N°56-CD-FPF-2021 se decidió que ADT acceda a la siguiente fase.

### Tabla de perdedores
| Pos. | Equipo               | Pts. | PJ | G | E | P | GF | GC | Dif. | Clasificación |
| ---- | -------------------- | ---- | -- | - | - | - | -- | -- | ---- | ------------- |
| 1    | Unión San Martín     | 1    | 1  | 0 | 1 | 0 | 1  | 1  | 0    | Fase 3        |
| 2    | Ángeles Negros       | 1    | 1  | 0 | 1 | 0 | 1  | 1  | 0    |               |
| 3    | Real Sociedad Chugay | 1    | 1  | 0 | 1 | 0 | 0  | 0  | 0    |               |
| 4    | Andahuaylas          | 0    | 1  | 0 | 0 | 1 | 3  | 4  | −1   |               |
| 5    | Deportivo Verdecocha | 0    | 1  | 0 | 0 | 1 | 1  | 2  | −1   |               |
| 6    | Renovación Pacífico  | 0    | 1  | 0 | 0 | 1 | 3  | 5  | −2   |               |
| 7    | Las Palmas           | 0    | 1  | 0 | 0 | 1 | 0  | 2  | −2   |               |
| 8    | Unión Juventud       | 0    | 1  | 0 | 0 | 1 | 0  | 3  | −3   |               |
| 9    | Athletico Maldonado  | 0    | 1  | 0 | 0 | 1 | 0  | 8  | −8   |               |

 Fuente: FPF
Criterios de clasificación: Puntos · Diferencia de goles · Goles a favor · Tabla Fair Play · Sorteo

## Fase 3 - Segunda ronda regional
Para un mejor detalle véase: Fase 3.
Encuentros a partido único a disputarse en sede neutral entre los ganadores de la Fase 2, además del equipo mejor perdedor.
| Llave | Fecha         | Región     | Ciudad     | Estadio                   | Equipo 1               | Resultado    | Equipo 2                |
| ----- | ------------- | ---------- | ---------- | ------------------------- | ---------------------- | ------------ | ----------------------- |
| A     | 14 de octubre | Áncash     | Casma      | Valeriano López           | Los Caimanes           | 1:1 (3:4 p.) | Estrella Azul           |
| B     | Suspendido    | Lambayeque | Lambayeque | César Flores Marigorda    | Desierto               | :            | UD Parachique           |
| C     | 14 de octubre | Huánuco    | Huánuco    | Heraclio Tapia            | Colegio Comercio N° 64 | 1:2          | ADT                     |
| D     | 14 de octubre | Ica        | Santiago   | José Picasso Peratta      | UDA                    | 0:2          | Credicoop San Cristóbal |
| E     | 14 de octubre | Cusco      | Cusco      | Inca Garcilaso de la Vega | Futuro Majes           | 0:1          | Alfonso Ugarte          |
| F     | 14 de octubre | Ayacucho   | Huanta     | Manuel Eloy Molina Robles | Maristas Huacho        | 0:0 (4:3 p.) | Deportivo Garcilaso     |
| G     | 14 de octubre | Lima       | Comas      | Daniel Hernani Tovar      | Nihue Rao              | 0:0 (4:5 p.) | Unión San Martín        |

### Tabla de perdedores
| Pos. | Equipo                 | Pts. | PJ | G | E | P | GF | GC | Dif. | Clasificación |
| ---- | ---------------------- | ---- | -- | - | - | - | -- | -- | ---- | ------------- |
| 1    | Los Caimanes           | 1    | 1  | 0 | 1 | 0 | 1  | 1  | 0    | Fase 4        |
| 2    | Nihue Rao              | 1    | 1  | 0 | 1 | 0 | 0  | 0  | 0    |               |
| 3    | Deportivo Garcilaso    | 1    | 1  | 0 | 1 | 0 | 0  | 0  | 0    |               |
| 4    | Colegio Comercio N° 64 | 0    | 1  | 0 | 0 | 1 | 1  | 2  | −1   |               |
| 5    | Futuro Majes           | 0    | 1  | 0 | 0 | 1 | 0  | 1  | −1   |               |
| 6    | UDA                    | 0    | 1  | 0 | 0 | 1 | 0  | 2  | −2   |               |

 Fuente: FPF
Criterios de clasificación: Puntos · Diferencia de goles · Goles a favor · Tabla Fair Play · Sorteo

## Fase 4 - Liguilla
Para un mejor detalle véase: Fase 4.
El ganador de la llave 4 de la Fase 2 y los ganadores de las llaves junto con el mejor perdedor de la Fase 3.

### Posiciones
| Pos. | Equipo                  | Pts. | PJ | G | E | P | GF | GC | Dif. | Clasificación           |
| ---- | ----------------------- | ---- | -- | - | - | - | -- | -- | ---- | ----------------------- |
| 1    | ADT                     | 14   | 7  | 4 | 2 | 1 | 16 | 9  | +7   | Final                   |
| 2    | Credicoop San Cristóbal | 13   | 7  | 3 | 4 | 0 | 13 | 6  | +7   | Ronda preliminar        |
| 3    | Alfonso Ugarte          | 13   | 7  | 3 | 4 | 0 | 13 | 7  | +6   | Ronda preliminar        |
| 4    | Los Caimanes            | 10   | 7  | 2 | 4 | 1 | 7  | 8  | −1   | Ronda preliminar        |
| 5    | Maristas Huacho         | 9    | 7  | 2 | 3 | 2 | 11 | 11 | 0    | Ronda preliminar        |
| 6    | Unión San Martín        | 8    | 7  | 2 | 2 | 3 | 11 | 12 | −1   | Liga Departamental 2022 |
| 7    | UD Parachique           | 5    | 7  | 1 | 2 | 4 | 11 | 16 | −5   | Liga Departamental 2022 |
| 8    | Estrella Azul           | 1    | 7  | 0 | 1 | 6 | 4  | 17 | −13  | Liga Departamental 2022 |

 Fuente: FPF
Criterios de clasificación: Puntos · Diferencia de goles · Goles a favor · Sorteo

### Evolución de la clasificación
| Equipo / Fecha          | 1 | 2 | 3 | 4 | 5 | 6 | 7 |
| ----------------------- | - | - | - | - | - | - | - |
| Alfonso Ugarte          | 2 | 2 | 4 | 2 | 2 | 2 | 3 |
| ADT                     | 6 | 5 | 3 | 5 | 3 | 3 | 1 |
| Credicoop San Cristóbal | 3 | 4 | 1 | 1 | 1 | 1 | 2 |
| Estrella Azul           | 4 | 7 | 8 | 8 | 8 | 8 | 8 |
| Los Caimanes            | 8 | 6 | 2 | 3 | 5 | 5 | 4 |
| Maristas Huacho         | 5 | 1 | 5 | 6 | 4 | 4 | 5 |
| UD Parachique           | 1 | 3 | 6 | 4 | 6 | 6 | 7 |
| Unión San Martín        | 7 | 8 | 7 | 7 | 7 | 7 | 6 |

|  |

### Resultados
- Los horarios corresponden al huso horario de Perú: (UTC-5).

| Unión San Martín | 0 - 0 | Los Caimanes            | San Marcos | Lima | 27 de octubre | 10:00 | DirecTV Sports |
| Estrella Azul    | 1 - 1 | Maristas Huacho         | San Marcos | Lima | 27 de octubre | 13:00 | DirecTV Sports |
| ADT              | 1 - 1 | Credicoop San Cristóbal | San Marcos | Lima | 27 de octubre | 15:30 | DirecTV Sports |
| UD Parachique    | 2 - 2 | Alfonso Ugarte          | San Marcos | Lima | 27 de octubre | 18:00 | DirecTV Sports |

| Unión San Martín | 1 - 3 | Maristas Huacho         | San Marcos | Lima | 31 de octubre | 10:00 | DirecTV Sports |
| Estrella Azul    | 1 - 2 | Alfonso Ugarte          | San Marcos | Lima | 31 de octubre | 13:00 | DirecTV Sports |
| UD Parachique    | 2 - 2 | Credicoop San Cristóbal | San Marcos | Lima | 31 de octubre | 15:30 | DirecTV Sports |
| ADT              | 2 - 2 | Los Caimanes            | San Marcos | Lima | 31 de octubre | 18:00 | DirecTV Sports |

| Estrella Azul           | 0 - 2 | Los Caimanes    | San Marcos | Lima | 3 de noviembre | 10:30 | DirecTV Sports |
| UD Parachique           | 3 - 4 | ADT             | San Marcos | Lima | 3 de noviembre | 13:00 | DirecTV Sports |
| Unión San Martín        | 1 - 1 | Alfonso Ugarte  | San Marcos | Lima | 3 de noviembre | 15:30 | DirecTV Sports |
| Credicoop San Cristóbal | 4 - 2 | Maristas Huacho | San Marcos | Lima | 3 de noviembre | 18:00 | DirecTV Sports |

| Unión San Martín | 0 - 3 | Credicoop San Cristóbal | San Marcos | Lima | 7 de noviembre | 10:30 | DirecTV Sports |
| ADT              | 1 - 2 | Alfonso Ugarte          | San Marcos | Lima | 7 de noviembre | 13:00 | DirecTV Sports |
| Estrella Azul    | 0 - 1 | UD Parachique           | San Marcos | Lima | 7 de noviembre | 15:30 | DirecTV Sports |
| Maristas Huacho  | 0 - 0 | Los Caimanes            | San Marcos | Lima | 7 de noviembre | 18:00 | DirecTV Sports |

| Unión San Martín | 0 - 2 | ADT                     | San Marcos | Lima | 10 de noviembre | 10:30 | DirecTV Sports |
| UD Parachique    | 1 - 2 | Maristas Huacho         | San Marcos | Lima | 10 de noviembre | 13:00 | DirecTV Sports |
| Estrella Azul    | 0 - 2 | Credicoop San Cristóbal | San Marcos | Lima | 10 de noviembre | 15:30 | DirecTV Sports |
| Alfonso Ugarte   | 4 - 0 | Los Caimanes            | San Marcos | Lima | 10 de noviembre | 18:00 | DirecTV Sports |

| Alfonso Ugarte          | 2 - 2 | Maristas Huacho | San Marcos | Lima | 14 de noviembre | 10:30 | DirecTV Sports |
| Estrella Azul           | 0 - 4 | ADT             | San Marcos | Lima | 14 de noviembre | 13:00 | DirecTV Sports |
| Credicoop San Cristóbal | 1 - 1 | Los Caimanes    | San Marcos | Lima | 14 de noviembre | 15:30 | DirecTV Sports |
| Unión San Martín        | 4 - 1 | UD Parachique   | San Marcos | Lima | 14 de noviembre | 18:00 | DirecTV Sports |

| Unión San Martín        | 5 - 2 | Estrella Azul   | San Marcos | Lima | 17 de noviembre | 10:30 | DirecTV Sports |
| UD Parachique           | 1 - 2 | Los Caimanes    | San Marcos | Lima | 17 de noviembre | 13:00 | DirecTV Sports |
| ADT                     | 2 - 1 | Maristas Huacho | San Marcos | Lima | 17 de noviembre | 15:30 | DirecTV Sports |
| Credicoop San Cristóbal | 0 - 0 | Alfonso Ugarte  | San Marcos | Lima | 17 de noviembre | 18:00 | DirecTV Sports |

## Fase 5 - Ronda final
Para un mejor detalle véase: Fase 5.

### Cuadro
|  | Ronda preliminar | Ronda preliminar        | Ronda preliminar |                |       | Semifinal               | Semifinal       | Semifinal       |  |   | Final           | Final           | Final           |  |
|  | 22 de noviembre  | 22 de noviembre         | 22 de noviembre  |                |       | 25 de noviembre         | 25 de noviembre | 25 de noviembre |  |   | 29 de noviembre | 29 de noviembre | 29 de noviembre |  |
|  |                  |                         |                  |                |       |                         |                 |                 |  |   |                 |                 |                 |  |
|  |                  |                         |                  |                |       |                         |                 |                 |  |   |                 |                 |                 |  |
|  | 2                | Credicoop San Cristóbal | 5                |                |       |                         |                 |                 |  |   |                 |                 |                 |  |
|  | 2                | Credicoop San Cristóbal | 5                |                |       |                         |                 |                 |  |   |                 |                 |                 |  |
|  | 5                | Maristas Huacho         | 0                |                |       |                         |                 |                 |  |   |                 |                 |                 |  |
|  | 5                | Maristas Huacho         | 0                |                | 2     | Credicoop San Cristóbal | 0               |                 |  |   |                 |                 |                 |  |
|  |                  |                         |                  |                | 2     | Credicoop San Cristóbal | 0               |                 |  |   |                 |                 |                 |  |
|  |                  |                         | 3                | Alfonso Ugarte | 1     |                         |                 |                 |  |   |                 |                 |                 |  |
|  | 3                | Alfonso Ugarte          | 3                | Alfonso Ugarte | 1     | 3                       |                 |                 |  |   |                 |                 |                 |  |
|  | 3                | Alfonso Ugarte          |                  |                |       |                         |                 |                 |  |   |                 |                 |                 |  |
|  | 4                | Los Caimanes            | 1                |                |       |                         |                 |                 |  |   |                 |                 |                 |  |
|  | 4                | Los Caimanes            | 1                |                |       |                         |                 |                 |  | 1 | ADT (p)         | 0 (5)           |                 |  |
|  |                  |                         |                  |                |       |                         |                 |                 |  | 1 | ADT (p)         | 0 (5)           |                 |  |
|  |                  |                         | GS               | Alfonso Ugarte | 0 (3) |                         |                 |                 |  |   |                 |                 |                 |  |
|  |                  |                         | GS               | Alfonso Ugarte | 0 (3) |                         |                 |                 |  |   |                 |                 |                 |  |
|  |                  |                         |                  |                |       |                         |                 |                 |  |   |                 |                 |                 |  |
|  |                  |                         |                  |                |       |                         |                 |                 |  |   |                 |                 |                 |  |
|  |                  |                         |                  |                |       |                         |                 |                 |  |   |                 |                 |                 |  |
|  |                  |                         |                  |                |       |                         |                 |                 |  |   |                 |                 |                 |  |
|  |                  |                         |                  |                |       |                         |                 |                 |  |   |                 |                 |                 |  |
|  |                  |                         |                  |                |       |                         |                 |                 |  |   |                 |                 |                 |  |
|  |                  |                         |                  |                |       |                         |                 |                 |  |   |                 |                 |                 |  |
|  |                  |                         |                  |                |       |                         |                 |                 |  |   |                 |                 |                 |  |
|  |                  |                         |                  |                |       |                         |                 |                 |  |   |                 |                 |                 |  |
|  |                  |                         |                  |                |       |                         |                 |                 |  |   |                 |                 |                 |  |

### Ronda preliminar
| 22 de noviembre, 11:00 (UTC-5) | Credicoop San Cristóbal                                | 5:0 (3:0) | Maristas Huacho | Estadio San Marcos, Lima |                          |
|                                | Chirinos 39' 41' · Monsalve 44' · Paz 77' · Vinces 82' | Reporte   |                 | Árbitro(s): Kevin Ortega | Árbitro(s): Kevin Ortega |

| 22 de noviembre, 14:00 (UTC-5) | Alfonso Ugarte                    | 3:1 (2:0) | Los Caimanes | Estadio San Marcos, Lima |                          |
|                                | Payé 25' · Olaya 31' · Medina 59' | Reporte   | Paz 52'      | Árbitro(s): Joel Alarcón | Árbitro(s): Joel Alarcón |

### Semifinal
| 25 de noviembre, 14:00 (UTC-5) | Credicoop San Cristóbal | 0:1 (0:1) | Alfonso Ugarte | Estadio San Marcos, Lima     |                              |
|                                |                         | Reporte   | Vernal 5'      | Árbitro(s): Augusto Menéndez | Árbitro(s): Augusto Menéndez |

### Final
| 29 de noviembre, 13:30 (UTC-5) | Tarma                                           | 0:0 (5:3 p.)               | Alfonso Ugarte                     | Estadio San Marcos, Lima     |                              |
|                                |                                                 | Reporte                    |                                    | Árbitro(s): Michael Espinoza | Árbitro(s): Michael Espinoza |
|                                |                                                 | Tiros desde el punto penal |                                    |                              |                              |
|                                | Jiménez · N. Dávila · Gutiérrez · García · Choi |                            | A. Dávila · Reyes · Granda · Ortiz |                              |                              |

|             |
| Campeón ADT |
| 2.º título  |

| Bandera del departamento de Junín | Bandera del departamento de Puno  |
| Tarma                             | Alfonso Ugarte                    |
| Campeón Asciende a Liga 1 2022    | Subcampeón Asciende a Liga 2 2022 |

## Datos y estadísticas
| \| Elvis Payé \| Alfonso Ugarte \| 9 \| \| Pierre Orosco \| Los Caimanes \| 6 \| \| Yerzon Martínez \| Las Palmas // UD Parachique \| 6 \| \| Antony Cuno \| Futuro Majes // Maristas Huacho \| 5 \| \| Saúl Reyes \| Alfonso Ugarte \| 5 \| \| Manuel Olaya \| Alfonso Ugarte \| 5 \| \| Guillermo Vernal \| Alfonso Ugarte \| 5 \| \| Jankarlo Chirinos \| Credicoop San Cristóbal \| 5 \| \| Fuente: dechalaca.com \| \| \| |                                 |       |
| Jugador | Equipo                          | Goles |
| Elvis Payé | Alfonso Ugarte                  | 9     |
| Pierre Orosco | Los Caimanes                    | 6     |
| Yerzon Martínez | Las Palmas // UD Parachique     | 6     |
| Antony Cuno | Futuro Majes // Maristas Huacho | 5     |
| Saúl Reyes | Alfonso Ugarte                  | 5     |
| Manuel Olaya | Alfonso Ugarte                  | 5     |
| Guillermo Vernal | Alfonso Ugarte                  | 5     |
| Jankarlo Chirinos | Credicoop San Cristóbal         | 5     |
| Fuente: dechalaca.com |                                 |       |